# Degete hipocratice
Degetele hipocratice, cunoscute și sub numele de "degete de toboșar", sau, cu referire la aspectul unghiilor, unghii "în sticlă de ceasornic" reprezintă o deformare a falangelor distale și unghiilor aferente de la nivelul membrelor superioare sau inferioare, asociată cu o serie de boli, în principal ale inimii și/sau plămânilor.   Când apare împreună cu hidrartroză, dureri articulare și creștere anormală a pielii și a oaselor, este cunoscută sub numele de osteoartropatie hipertrofică. 
Degetele hipocratice sunt adesea asociate cu cancer pulmonar, infecții pulmonare, boli pulmonare interstițiale, fibroză chistică sau boli cardiovasculare. Această condiție se poate moșteni și genetic (sub aspect anatomic), fără să fie asociată cu alte probleme medicale.  
Incidența degetelor hipocratice este necunoscută.  Degetele de toboșar au fost recunoscute ca simptom patologic încă din perioada lui Hipocrate, care le descrie pentru prima dată în contextul empiemului.

## Cauze
Degetele hipocratice sunt asociate cu:
- Boli pulmonare:
  - Cancer pulmonar, în principal cancerul cu celule mari (54% din toate cazurile), puțin frecvent în cancerul pulmonar cu celule mici (< 5% din cazuri) [7]
  - Boala pulmonară interstițială, cel mai frecvent fibroză pulmonară idiopatică
  - Tuberculoză complicată
  - Boli pulmonare supurative: abces pulmonar, empiem, bronșiectazie, fibroză chistică
  - Mezoteliom pleural
  - Fistulă arteriovenoasă sau malformație
  - Sarcoidoza
- Boli cardiovasculare:
  - Orice boală care presupune hipoxie cronică
  - Boala cardiacă cianotică congenitală (cea mai frecventă cauză cardiacă)
  - Endocardita bacteriană subacută
  - Mixom atrial (tumoare benignă)
  - Tetralogia lui Fallot
- Boli gastrointestinale si hepatobiliare:
  - Malabsorbție
  - Boala Crohn și colita ulceroasă
  - Ciroza, în special în colangita biliară primară [8]
  - Sindromul hepatopulmonar, o complicație a cirozei [9]
- Altele:
  - Boala Graves (hipertiroidism autoimun) – în acest caz este cunoscută sub numele de acropahie tiroidiană
  - Condiție ereditară (în special la persoanele de culoare)[10]
  - Anomalii vasculare ale brațului afectat, cum ar fi un anevrism al arterei axilare (afectarea unei singure mâini)

Degetele hipocratice nu sunt specifice bolii pulmonare obstructive cronice (BPOC). Prin urmare, la pacienții cu BPOC care prezintă și o astfel de afecțiune, ar trebui căutată o altă etiopatogenie. 

### Osteoartropatie pulmonară hipertrofică

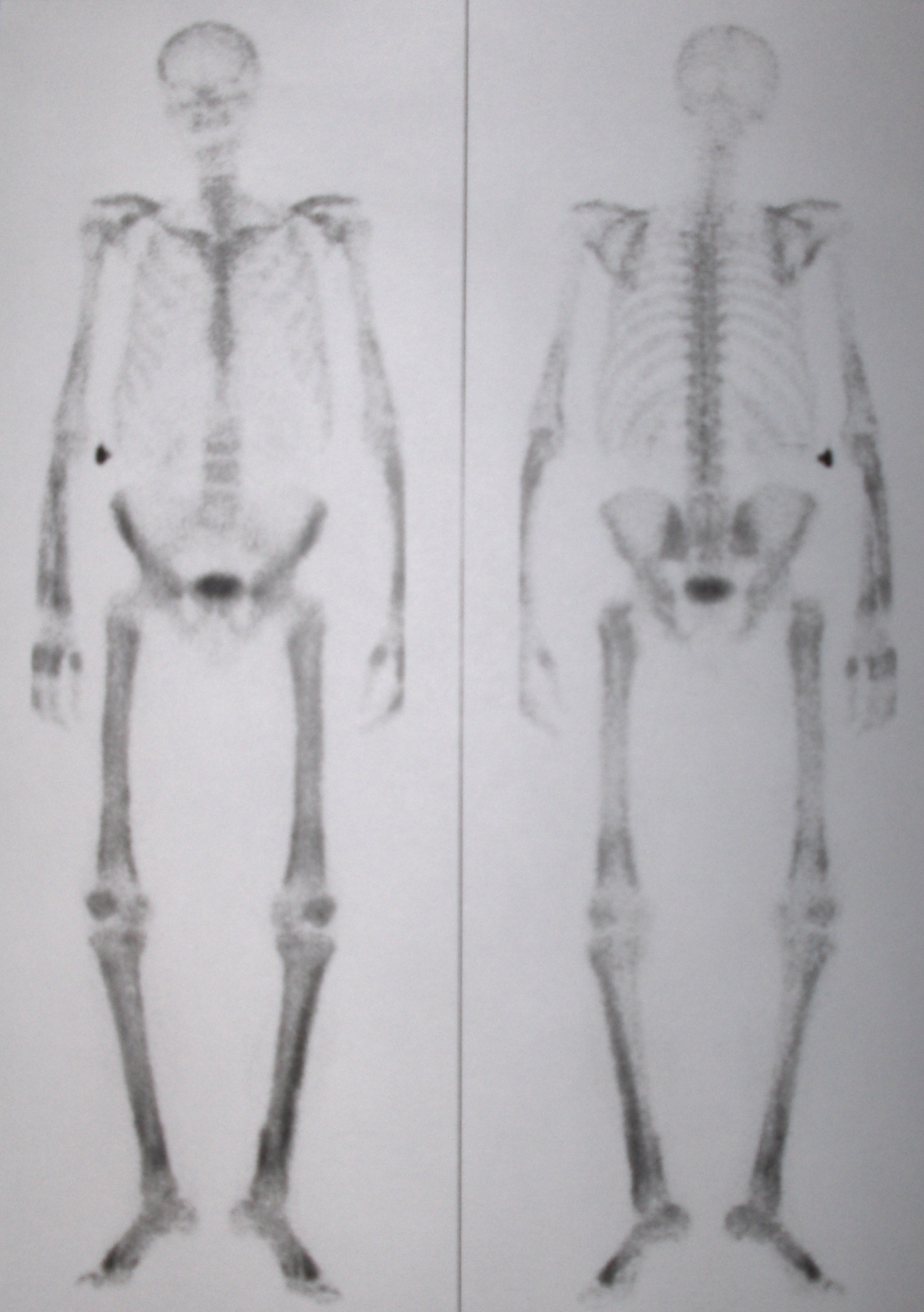
Scanarea osoasă a unui pacient cu HPOA

Degetele hipocratice pot apărea și în osteoartropatia pulmonară hipertrofică (HPOA), cunoscută în Europa (continentală) sub numele de "sindromul Pierre Marie-Bamberger". Acesta presupune îngroșarea periostului și a sinovialelor articulațiilor interfalangiene, fiind adesea diagnosticat inițial ca artrită.  

### Osteoartropatia hipertrofică primară
Osteoartropatia hipertrofică primară presupune modificări osoase și articulare fără patologii pulmonare. Această patologie are o componentă ereditară, deși ocazional pot exista anomalii cardiace subtile. Osteoartropatia hipertrofică primară este cunoscută și sub numele de "sindromul Touraine-Solente-Golé". Această afecțiune a fost legată de mutații ale unei gene de pe al patrulea cromozom (4q33-q34) care codifică enzima 15-hidroxiprostaglandin dehidrogenază (HPGD), ceea ce duce la scăderea metabolizării prostaglandinei E2 (PGE2) și creșterea concentrației sale în sânge. 

## Patogeneza
Mecanismul exact de apariție al degetelor hipocratice rămâne necunoscut, însă s-au propus mai multe teorii:
- Vasodilatație (cu modificări ale fluxului sangvin local).
- Secreția de factori de creștere (factor de creștere derivat plachetar, factor de creștere hepatocitar etc. ) de la nivelul plămânilor.
- Supraproducția de prostaglandine E2 de către alte țesuturi. [12]
- Creșterea nivelului megacariocitelor din circulația sistemică. În circumstanțe normale, la indivizii sănătoși, megacariocitele produse la nivelul măduvei hematogene sunt captate de patul capilar pulmonar, fiind apoi degradate înainte de a intra în circulația sistemică. Se crede că în tulburările pulmonare, sau în prezența șunturilor cardiace, megacariocitele pot ocoli degradarea din circulația pulmonară, intrând în circulația sistemică. Ajung apoi captate în paturile capilare din extremități, cum ar fi la nivelul degetelor, unde eliberează factorul de creștere derivat din plachete (PDGF) și factorul de creștere endotelial vascular (VEGF). PDGF și VEGF provoacă hipertrofia țesutului conjunctiv adiacent și creșterea permeabilității capilare. [13]

## Diagnostic

Unghiul creat între faldul unghial proximal și unghia inserată la nivelul cuticulei în cazul degetelor hipocratice.

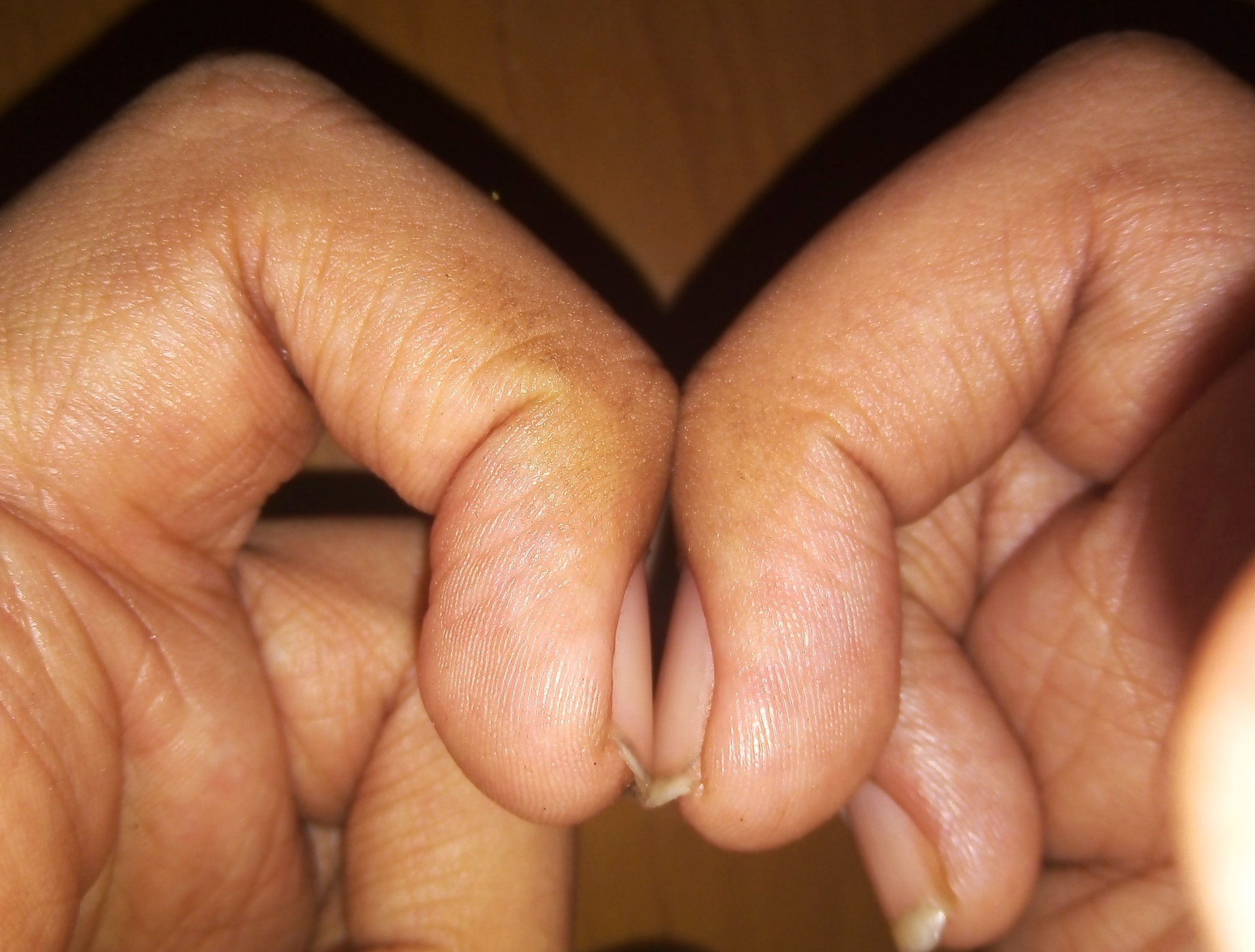
Testul ferestrei Schamroth aplicat identificării degetelor hipocratice. În imaginea de mai sus, testul este negativ. În cazul degetelor hipocratice, paturile unghiale nu se mai intersectează.

Atunci când se observă o astfel de structură a degetelor, trebuie exclusă condiția ereditară (degete pseudohipocratice) înainte de punerea diagnosticului. Afecțiunile asociate pot fi identificate prin anamneză - se acordă o atenție deosebită examinărilor pulmonare, cardiace și gastrointestinale. Examinări paraclinice, cum ar fi radiografia toracică sau tomografia toracică, pot dezvălui boli cardiopulmonare asimptomatice. 

### Stagii
Degetele hipocratice se pot încadra într-unul dintre cele cinci stagii (cu caracter evolutiv):
- Hipocratism greu detectabil - Creșterea ușoară a unghiului de inserție a unghei și scăderea durității patului unghial.
- Hipocratism ușor - Pierderea unghiului normal <165° (unghiul Lovibond) dintre patul unghial și pliul proximal (cuticulă). Fereastra lui Schamroth (vezi mai sus) este obliterată. Hipocratismul este descoperit la o examinare atentă.
- Hipocratism moderat - Convexitate crescută a pliului proximal al unghiei. Hipocratismul este evident.
- Hipocratism sever - unghiul dintre patul unghial și pliul proximal depășește 180°. Îngroșarea falangelor distale.
- Osteoartropatie hipertrofică - Aspect lucios și striații ale unghiei și pielii

Semnul lui Schamroth (demonstrat inițial de către cardiologul sud-african Leo Schamroth)  este un test popular pentru detectarea hipocratismului digital. Când falangele distale ale degetelor omoloage ale mâinilor opuse sunt contrapuse (unghie la unghie), o mică „fereastră” în formă de romb este normal vizibilă între paturile celor două unghii (vezi imaginea de mai sus). Dacă această fereastră este obliterată, testul este pozitiv, cofirmându-se hipocratismul digital.

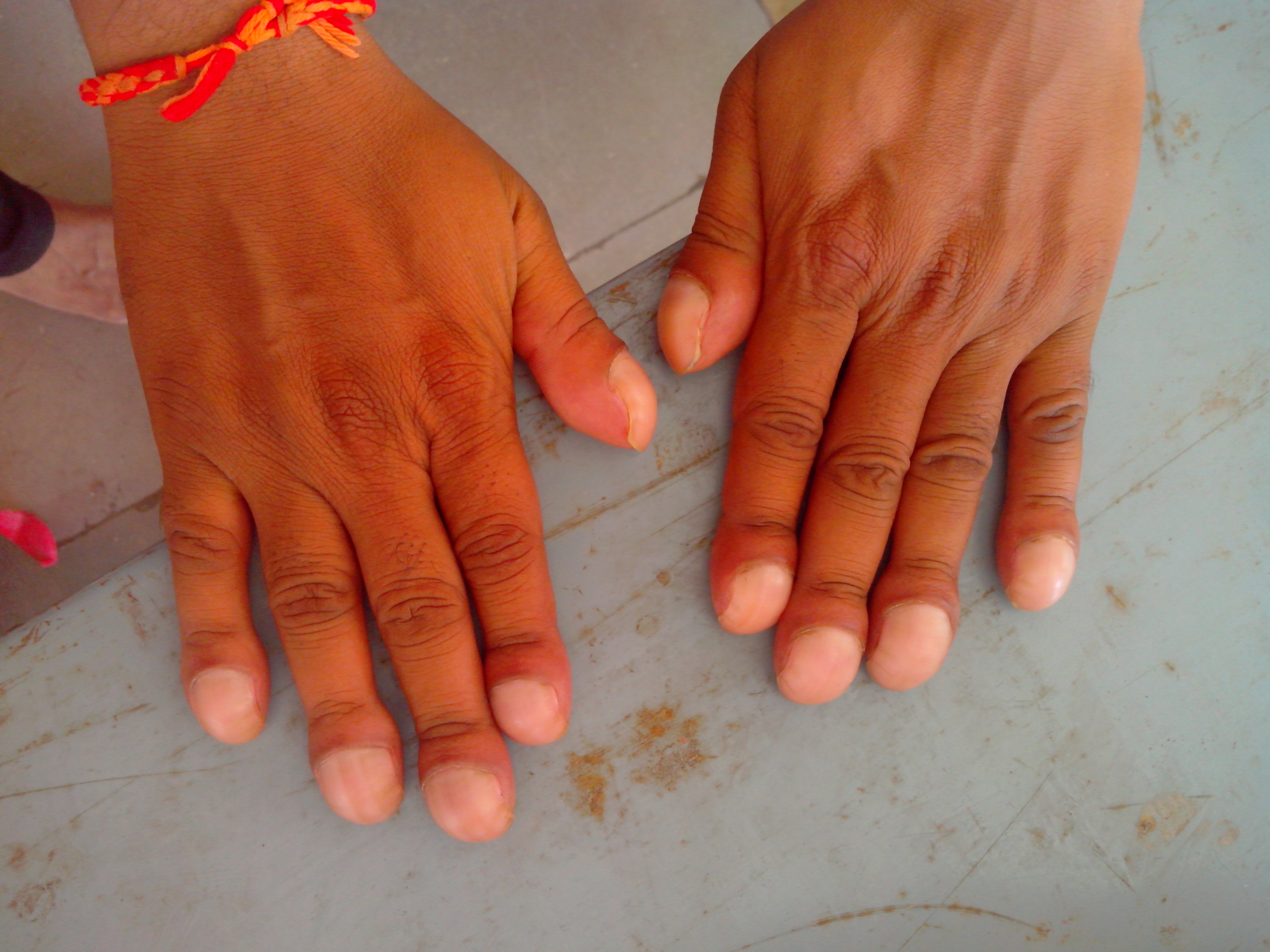
Hipocratism digital sever
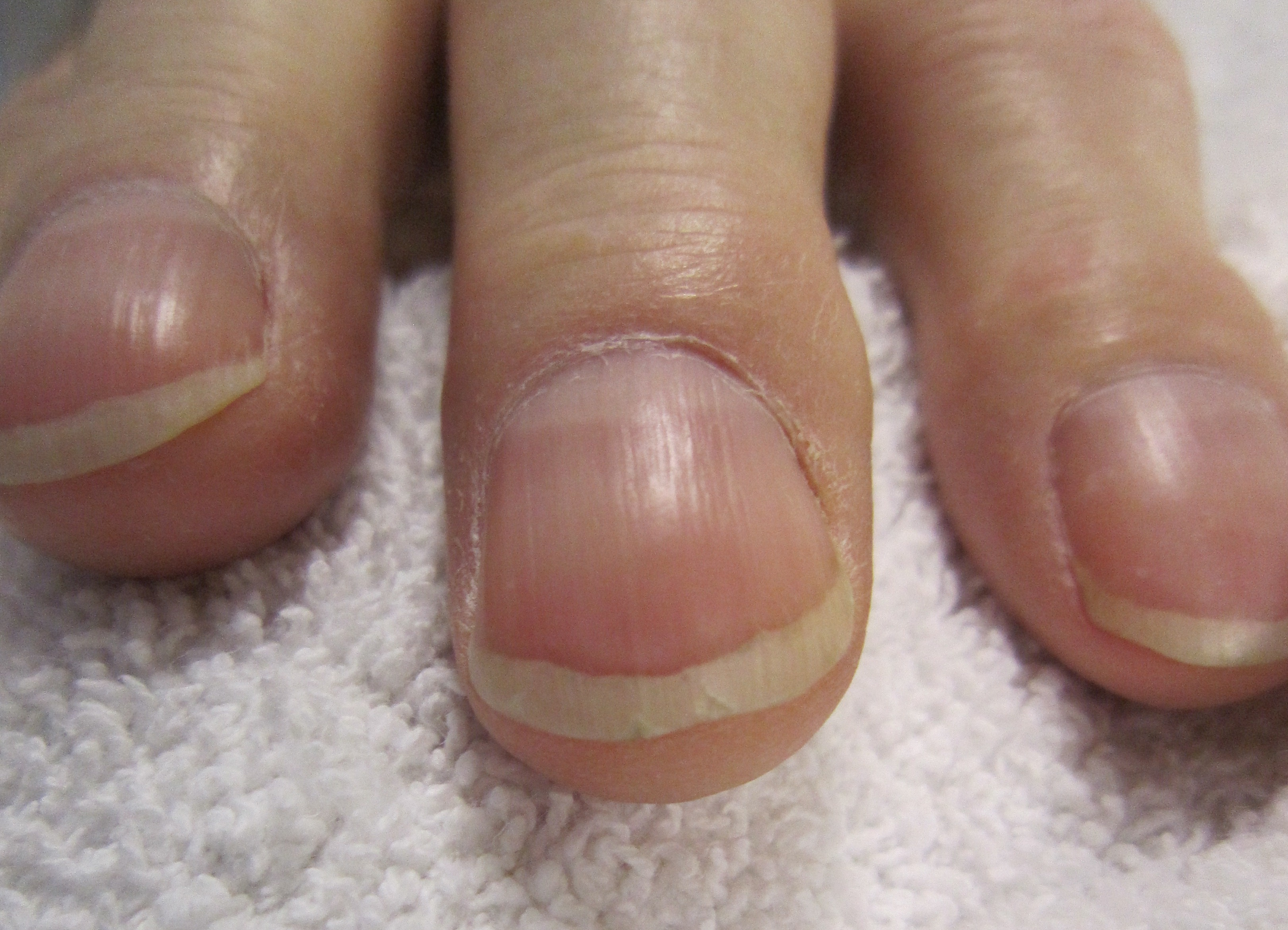
Vedere anterioară hipocratism digital (hipocratism moderat)
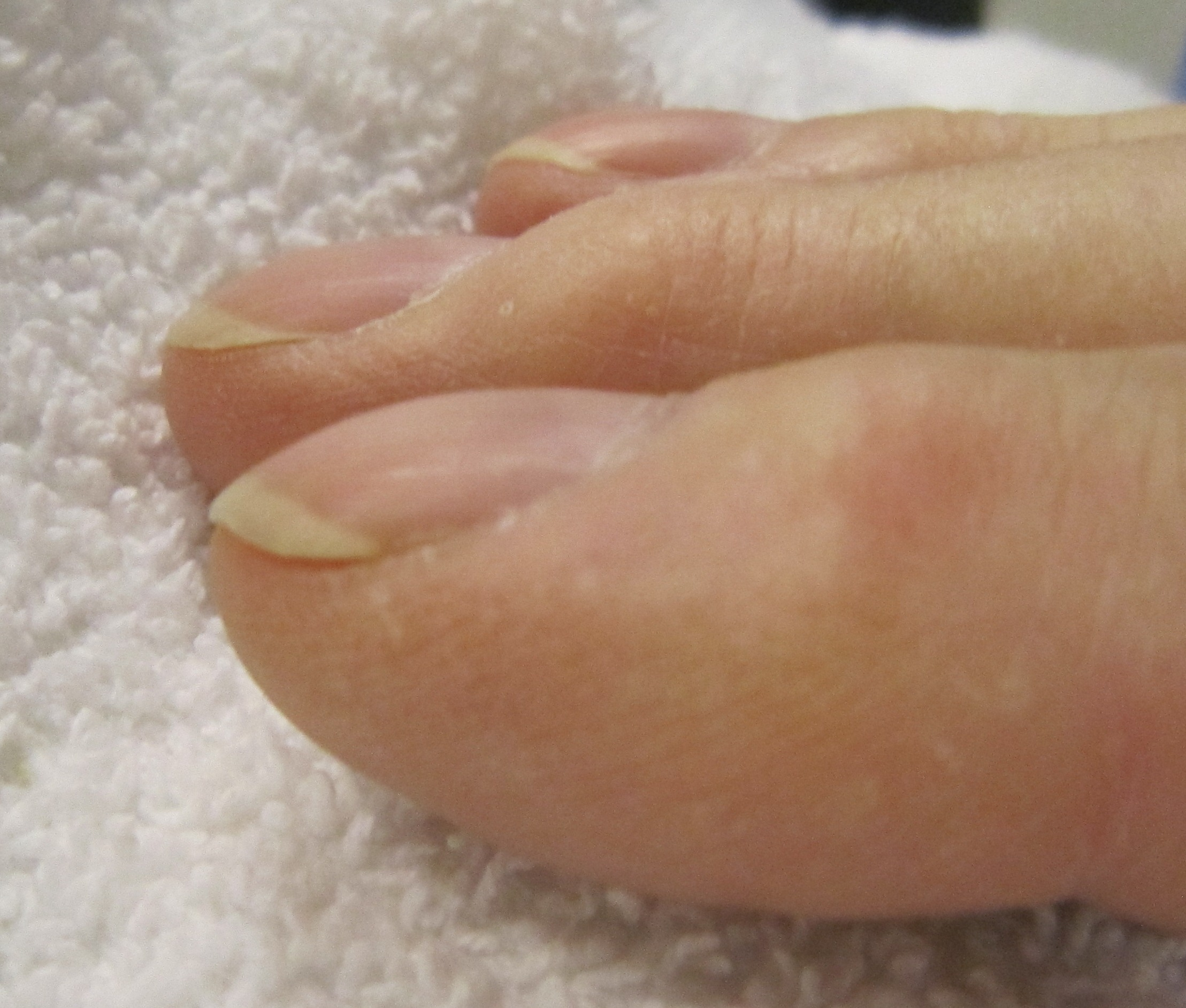
Vedere laterală hipocratism digital
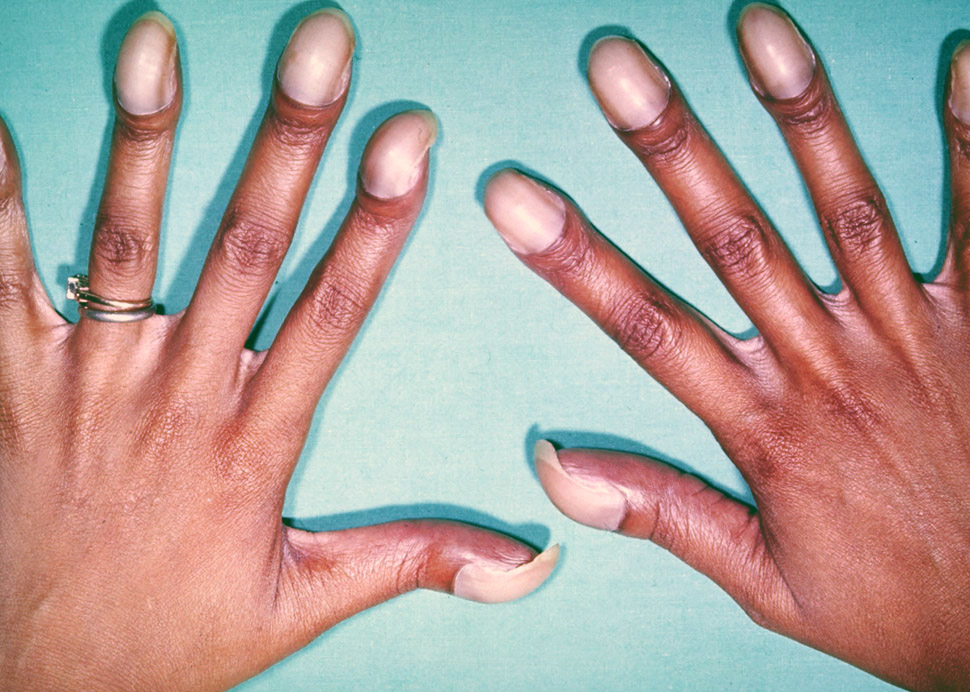
Hipocratism sever cu paturi unghiale cianotice

## Epidemiologie
Frecvența exactă a degetelor hipocratice în populație nu este cunoscută. Un studiu din 2008 a constatat că 1% dintre pacienții internați pe o secție de medicină internă din Belgia (15 din 1511 pacienți), aveau degete hipocratice. Dintre aceștia, 40% sufereau de o patologie subiacentă semnificativă, în timp ce 60% nu aveau patologii semnificative, rămânând în stare bună de sănătate și în anul următor. 

## Istorie
Cel puțin încă de pe vremea lui Hipocrate, degetele de toboșar au fost recunoscute ca simptom patologic.  În lucrarea Prognosticon, Hipocrate descrie pacientul tipic suferind de empiem pulmonar ca având, între simptomele și semnele caracteristice, și faptul că unghiile degetelor de la mâini sunt îndoite, având o temperatură peste normal (Hipocrate, Prognosticon, partea XVII-a). 